# Ɛ̋
Cette page contient des caractères spéciaux ou non latins. S’ils s’affichent mal (▯, ?, etc.), consultez la page d’aide Unicode.
Ɛ̋ (minuscule : ɛ̋), ou epsilon double accent aigu, est un graphème utilisé dans l’écriture du dan de l’Est et du kakabé. Il s’agit de la lettre epsilon diacritée d’un double accent aigu.

## Utilisation
En dan de l’Est, l’orthographe de 2014 utilise le ɛ double accent aigu pour représenter une voyelle mi-ouverte antérieure non arrondie [ɛ] avec un ton extra-haut, par exemple dans yɛ̏ « trou ».

## Représentations informatiques
L’epsilon double accent aigu peut être représenté avec les caractères Unicode suivants  :
- décomposé (latin étendu B, Alphabet phonétique international, diacritiques)[2],[3],[4] :

| formes    | représentations | chaînes de caractères | points de code | descriptions                                                   |
| --------- | --------------- | --------------------- | -------------- | -------------------------------------------------------------- |
| capitale  | Ɛ̋               | Ɛ◌̋                    | U+0190 U+030B  | lettre majuscule latine epsilon diacritique double accent aigu |
| minuscule | ɛ̋               | ɛ◌̋                    | U+025B U+030B  | lettre minuscule latine epsilon diacritique double accent aigu |